# Громовий Микола Петрович
Микола Петрович Громовий (нар. 3 грудня 1932, село Криничне, Тростянецький район, Сумська область) — український художник-пейзажист. Член Паліцинської академії.

## Життєпис
Народився у багатодітній родині теслі Петра Степановича та Ольги Семенівни (до шлюбу Колісник) Громових. Під час голодомору родина вижила завдяки тому, що батько родини запасся гарбузами, засоливши їх у діжках.
1940 року пішов до першого класу сільської школи, але через початок німецько-радянської війни та німецької окупації села навчання перервав, яке продовжив 1945 року у Тростянці. У 1949 році закінчив вечірню школу і 1950 року вступив до Люботинського залізничного училища, де навчався на теслю, тим самим продовжити батьківську традицію.
1953 року призваний до лав Радянської армії. Відбував службу в Німеччині у складі 3-ї гвардійського полку 3-ї окупаційної армії. Служба була безпосередньо пов'язана з малюванням. Демобілізувався у 1955 році. Згодом працював муляром, також заробляв на життя «наглядною агітацією», малюючи для залізниці агітплакати. 1959 року одружився.
Від 1986 року працював у Тростянецькому художньому комбінаті.
Вийшовши 1992 року на пенсію повністю присвятив себе малюванню та написанню віршів.

## Галерея робіт

Пейзаж
Зимовий пейзаж
Берези